# Pontificia, Real y Venerable Esclavitud del Santísimo Cristo de La Laguna
La Pontificia, Real y Venerable Esclavitud del Santísimo Cristo de La Laguna, es una hermandad religiosa encargada de la imagen del Santísimo Cristo de La Laguna, que es la advocación de Cristo más venerada de Canarias, y una de las imágenes más antiguas del archipiélago. Se encuentra instaurada en el Real Santuario del Santísimo Cristo de La Laguna, en la ciudad de San Cristóbal de La Laguna (Tenerife, Canarias, España). Es una de las hermandades religiosas más antiguas del archipiélago canario.

## Historia
La Esclavitud tiene su origen en la primitiva Cofradía del Santísimo Cristo de La Laguna, creada desde la llegada a la ciudad de la Santa Imagen del Cristo, mucho antes de 1545 (fecha de apertura del Concilio de Trento), y compuesta por hombres y mujeres. 
Esta cofradía fue absorbida por la Venerable Esclavitud que fundaron el 6 de septiembre de 1659 los más distinguidos de la isla de Tenerife, concretamente 33 caballeros cristianos de la principal nobleza de la isla. El Santuario del Cristo (sede canónica de esta hermandad) fue enriquecido por el romano pontífice con las indulgencias que le están concedidas a la Archibasílica de San Juan de Letrán en Roma.
La Esclavitud ostenta desde su fundación en 1659 el título de "Venerable" al que se le adiciona el de "Real" (con autorización para el uso del escudo de las Armas Reales), por Real Orden de Alfonso XIII de fecha 19 de diciembre de 1906, y el de "Pontificia", concedido por Pío X el 15 de febrero de 1908. La Pontificia, Real y Venerable Esclavitud del Santísimo Cristo de La Laguna fue la primera asociación pública de fieles en Canarias en recibir la distinción de "Real".
Desde que Alfonso XIII le concediera el título de "Real" y Pío X el de "Pontificia", todos los Reyes de España a partir de Alfonso XIII, y Papas de Roma a partir de Pío X se consideran "Esclavos Honoríficos" de la hermandad. El día 22 de noviembre de 2006 la hermandad recibió la visita de los anteriores Reyes de España (Don Juan Carlos I de Borbón y su esposa Doña Sofía de Grecia), los cuales visitaron a la hermandad y al Santísimo Cristo de La Laguna. 
El Escudo de la Corporación tiene su origen en la "S" roja y el clavo del mismo color que ostentaban en sus túnicas a ambos lados del pecho los primeros esclavos o hermanos en la procesión de Semana Santa. El día que se celebra la fiesta principal es el 14 de septiembre (día de la Exaltación de la Santa Cruz y del Cristo de La Laguna) en el que correspondía ir en traje ordinario.
En la actualidad, la Esclavitud del Cristo de La Laguna es tanto la hermandad o cofradía con mayor número de miembros de Canarias, como la considerada más prestigiosa del archipiélago canario.

## Titulares

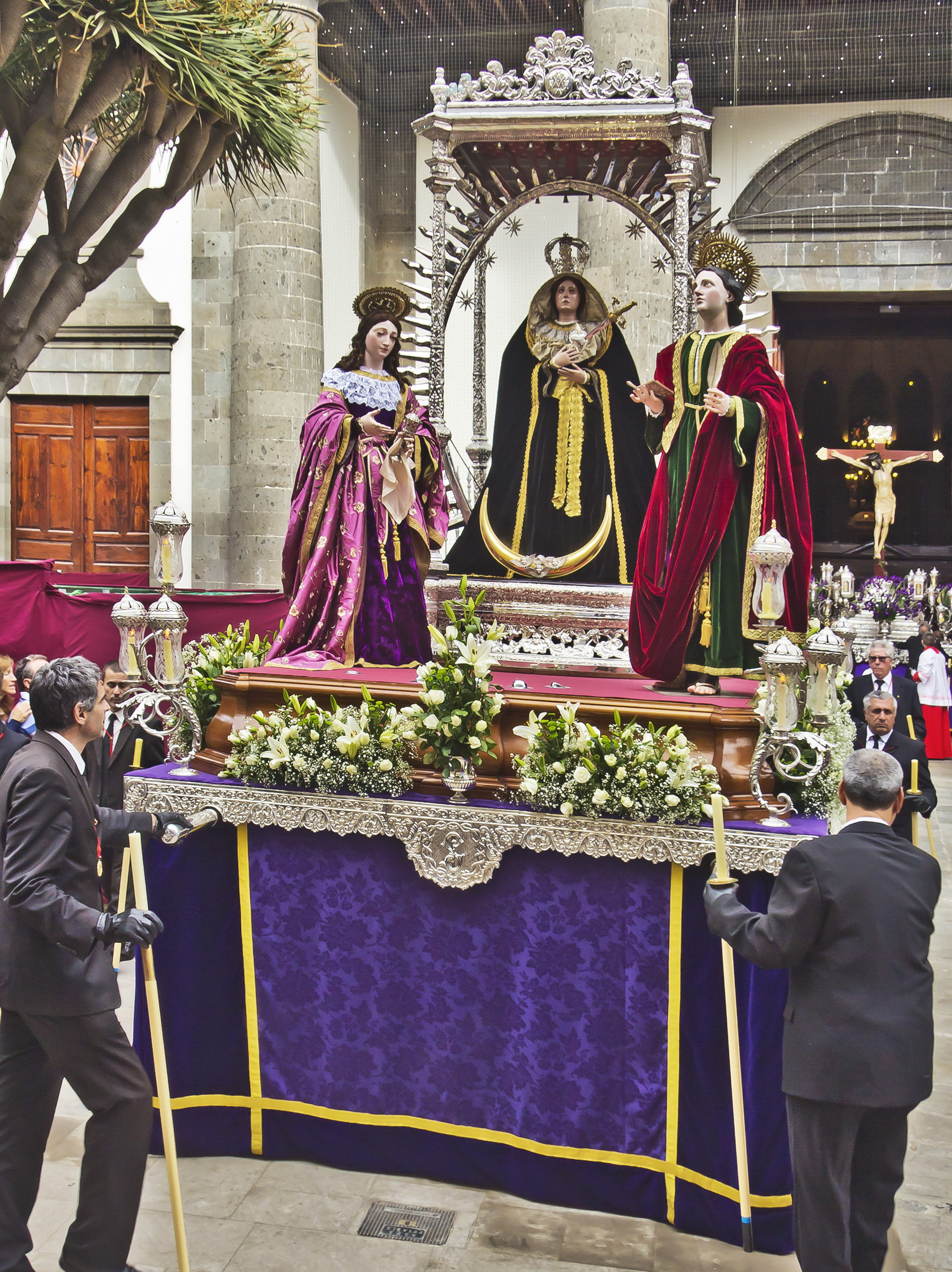
La Dolorosa, San Juan y la Magdalena del convento de Santa Clara acompañan al Cristo en Semana Santa y pertenecen a la Esclavitud del Cristo.

- Santísimo Cristo de La Laguna: Valiosa imagen tallada en madera noble de Flandes, atribuido al escultor flamenco Louis Van Der Vule hacia el siglo XVI. Dicha imagen de gran valor tanto histórico como artístico, posee gran devoción no solo en la ciudad de La Laguna, sino también en el resto del archipiélago canario.

- Virgen de los Dolores, San Juan Evangelista y Santa María Magdalena: Estas imágenes se veneran actualmente en el Convento de Santa Clara de Asís, aunque se llegaron a venerar en el Real Santuario del Cristo. La Dolorosa es quizá una obra de la escuela canaria de hacia 1700, La Magdalena procede de Génova de aproximadamente 1745, mientras que la de San Juan Evangelista es una obra anónima del mismo siglo XVIII.

## Salidas Procesionales
- Viernes Santo: A las 04:00 horas de la mañana procesión de madrugada del Santísimo Cristo de La Laguna, Nuestra Señora de los Dolores, San Juan Evangelista y Santa María Magdalena. A las 17:00 horas, Procesión Magna.[4]

- Fiestas del Cristo (septiembre): Día 9, a las 18:30 horas, procesión del traslado del Cristo a la Catedral. Día 14, a las 12:00 horas (aproximadamente) procesión de retorno del Cristo a su Santuario. A las 20:00 horas (aproximadamente), procesión nocturna del Cristo. Día 21, a las 21:00 horas, procesión del Cristo por los alrededores de la Plaza del Cristo de La Laguna.[5]

## Efemérides
- La Pontificia, Real y Venerable Esclavitud del Santísimo Cristo de La Laguna, se encuentra hermanada tanto con la Hermandad del Santísimo Cristo de los Dolores de Tacoronte (Tenerife), como con la Basílica de San Juan Bautista de Telde como Santuario titular del Santísimo Cristo de Telde (Gran Canaria). Esto es debido a la gran veneración existente entre los católicos canarios por estas tres imágenes cristológicas.[6] Por otro lado, también las ciudades de San Cristóbal de La Laguna y Telde se encuentran hermanadas desde el año 2010, por su similar trayectoria en la Historia de Canarias y especialmente por la veneración que ambas ciudades profesan a sus correspondientes imágenes de Jesucristo.[7]

- En el año 2006, la Esclavitud celebró los cien años de la designación del título de realeza para la hermandad y su Santuario, para tal ocasión los Reyes de España visitaron el Santuario.

- En el año 2008, esta hermandad cumplió el primer centenario del "Título Pontificio", otorgado por el Papa en 1908, para este evento se colgaron de la Iglesia de la Concepción de La Laguna y del Real Santuario del Cristo de La Laguna tres banderas del Vaticano.

- En el año 2009, celebró el 350 aniversario de la fundación de la Venerable Esclavitud.[8]

- En el año 2022, en el marco del centenario de la intercesión del Cristo en la campaña de Larache, Marruecos español en 1921. Tuvo lugar el acto de hermanamiento del Regimiento de Artillería de Campaña n.º 93 con la Esclavitud y la renovación del juramento de los artilleros de acompañar a la imagen en sus procesiones. Por otra parte, en 2024 el Cristo lagunero fue declarado patrono y protector del citado Regimiento de Artillería de Campaña nº 93, convirtiéndose en la segunda advocación de Cristo en el Ejército español declarado oficialmente protector de un destacamento militar, tras el Cristo de la Buena Muerte de la Congregación de Mena (Málaga), que lo es de la Legión Española.[9]